# Carl Zeiß

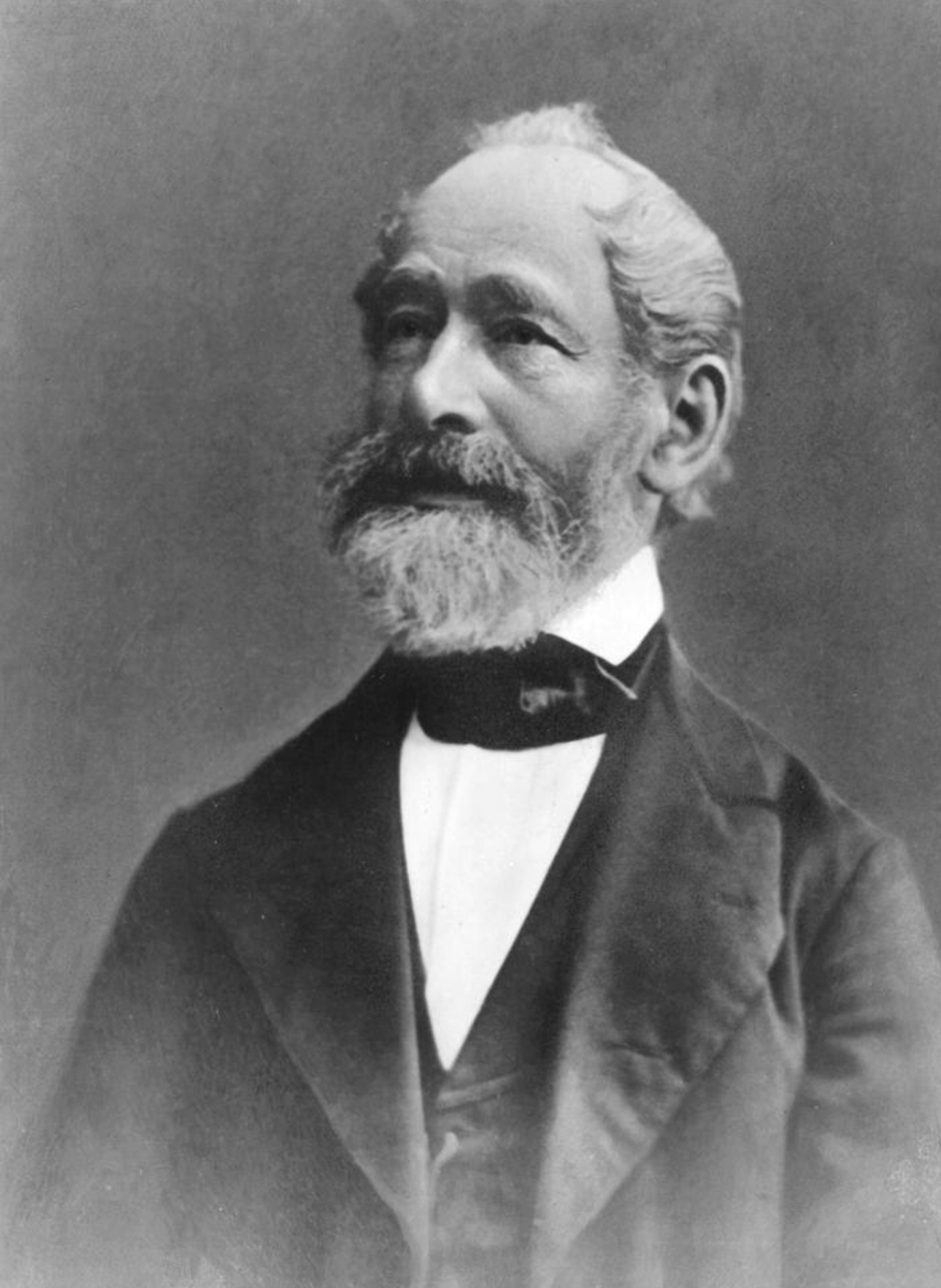
Carl Zeiß

Carl Zeiß, later ook Carl Zeiss, (Weimar, 11 september 1816 – Jena, 3 december 1888) was een Duitse constructeur van lenzen, die bekend geworden is door het door hem opgerichte bedrijf, Zeiss Ikon en door enkele verbeteringen bij de productie van lenzen en objectieven. Zijn eerste lenzen waren bedoeld voor microscopen, maar toen de fotocamera verscheen, fabriceerde het bedrijf daar ook objectieven voor. Er bestaan ook horloges van het merk: 'Zeiss'.
Vele bekende cameramerken gebruiken objectieven van Zeiss.
Carl Zeiss is een strategische partner van ASML in Veldhoven. Zeiss levert het hart van de lithografie machines: lenzen en spiegels (voor de EUV machines).

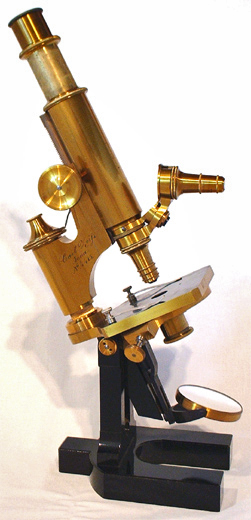
Carl Zeiß-microscoop uit 1879